# Zhongshan
Zhongshan (en chino, 中山; pinyin, Zhōngshānⓘ) es un ciudad prefectura en la provincia de Cantón, en la República Popular China. Situada al sur del delta del río Perla.  Su área es de 36 1783 km² y su población total para 2020 superó los 4,4 millones de habitantes.
El nombre de la ciudad es un epónimo de Sun Yat-sen, más conocido en China como Sun Zhongshan. La ciudad se conoció históricamente como Xiangshan hasta 1925, después de la muerte de Sun Yat-sen.

## Toponimia
Antes del siglo XX era un condado conocido como Heung-san (香山, pinyin: Xiangshan) ‘montaña fragante’ en referencia a las muchas flores que crecían en las montañas cercanas La ciudad fue rebautizada en honor a Sun Yat-sen, que a menudo usaba el nombre de Zhongshan /Zungsaan. Sun está considerado por la República Popular China de ser el "padre de la China moderna", y era oriundo del pueblo Cuiheng que ahora forma parte de la villa de Nanlang que está bajo la administración de Zhongshan.

## Historia

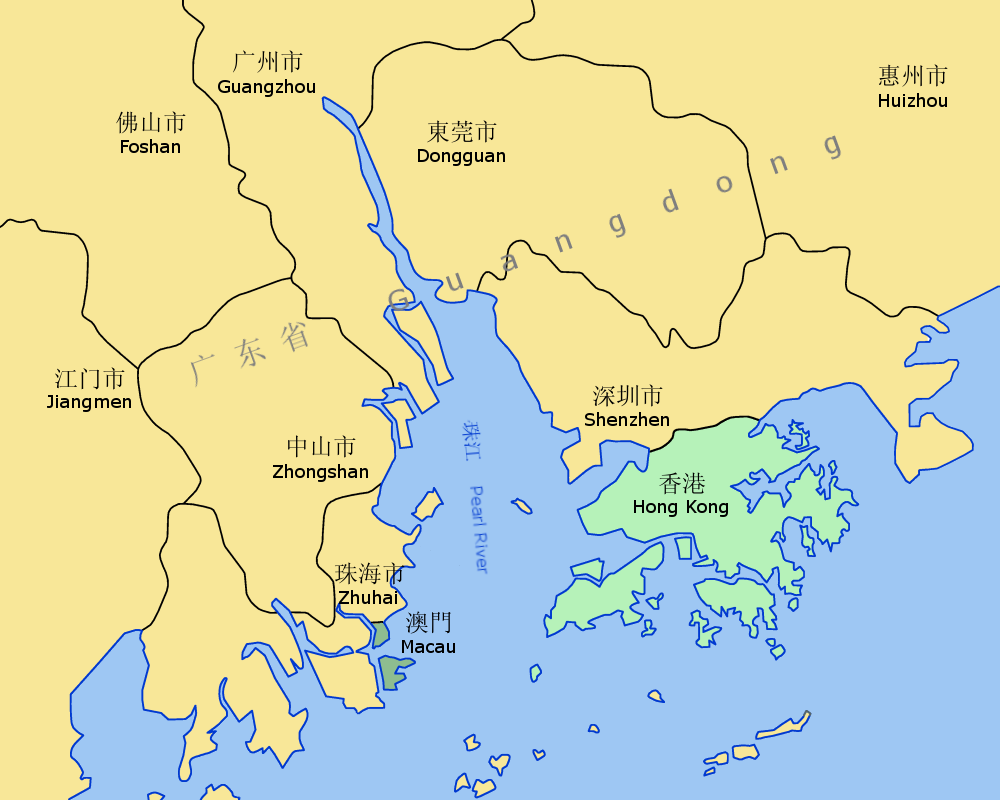
Mapa del delta del río Perla donde aparece Zhongshan

Zhongshan fue habitado históricamente por los pueblos Yue. Después de la unificación China en el año 221 a.c., el primer emperador de Qin envió un ejército de 500 000 hombres a lo que hoy es el sur de China a la conquista de los pueblos Yue y tener el área bajo el control de los Han. La dinastía Qin organizó el territorio en "encomiendas" (chino: 郡, pinyin: jun) más o menos el equivalente a una provincia o prefectura - y Zhongshan se convirtió en parte de la Comandancia de Nanhai (en chino: 南海郡), que cubría la mayor parte de lo que hoy son las provincias de Guangdong y Guangxi. Después de la muerte del Primer emperador en el año 210 a.c., los chinos Han en general Zhao Tuo fue declarado rey de Nanyue lo que originalmente era la Comandancia Nanhai. El capital de Nanyue - como el de la Comandancia anterior - se encontraba en Panyu lo que hoy forma parte de la provincia de Guangzhou. Los sucesores de Zhao Tuo fueron incapaces de resistir por mucho tiempo, y fueron finalmente conquistada por el ejército del emperador Wu de Han en el 111 a. C.
La inmigración china Han a la región siguió siendo pequeña hasta la Guerra de los ocho príncipes (291 a 307), cuando grandes grupos de chinos se movilizaron desde el sur a la región.
El área de Zhongshan fue parte de Dongguan durante la dinastía Tang (618 - 907) y era un productor de sal marina importante. En 1082, durante la dinastía Song del Norte, un asentamiento fortificado llamado Xiangshan se fundó en la zona, que marca el primer uso oficial del nombre con el que sería conocido en la mayor parte de su historia moderna. Gran parte de la primera guerra del Opio se llevó a cabo en y alrededor de Zhongshan: en 1839, el famoso oficial Lin Zexu llegó a Zhongshan y ordenó la expulsión de Charles Elliot (1801-1875) y otros comerciantes británicos de la zona.
Los soldados de la dinastía Qing Dynasty resistieron los ataques en la zona en 1840, pero se vieron desbordados en última instancia.
Durante la segunda guerra sino-japonesa, Zhongshan fue ocupada por el Ejército Imperial. Fue sede en la Universidad Médica de Zhongshan. En 1983 Zhongshan se erigió en la situación administrativa de un municipio a una ciudad a nivel de condado y de nuevo en 1988 a nivel de prefectura.

## Administración
La administración de Zhongshan es especial. Por lo general, las ciudades prefecturas están formadas por distritos que en su mayoría son urbanos y condados que en su mayoría son rurales, estos (distritos y condados) a su vez están formados por pueblos como subdistritos y poblados. En enero de 1988, cuando Zhongshan fue ascendida de condado a ciudad-prefectura, sus subdivisiones permanecieron en pueblos. Este caso ocurre en solo 4 ciudades-prefecturas de toda China.
Desde septiembre de 2022, la ciudad-prefectura de Zhongshan está conformada de 23 pueblos que se administran en 8 subdistritos y 15 poblados.
Subdistritos:
- Distrito Dongqu (东区)
- Distrito Nanqu (南区)
- Distrito Shiqi (石岐区)
- Distrito Xiqu (西区)
- Distrito Wuguishan (五桂山区)
- Distrito Zona industrial (火炬高技术产业开发区)

Poblados.
- Poblado Banfu (板芙镇)
- Poblado Dachong (大涌镇)
- Poblado Dongfeng (东凤镇)
- Poblado Dongsheng (东升镇)
- Poblado Fusha (阜沙镇)
- Poblado Gangkou (港口镇)
- Poblado Guzhen (古镇镇)
- Poblado Henglan (横栏镇)
- Poblado Huangpu (黄圃镇)
- Poblado Minzong (民众镇)
- Poblado Nanlang (南朗镇)
- Poblado Nantou (南头镇)
- Poblado Sanjiao (三角镇)
- Poblado Sanxiang (三乡镇)
- Poblado Shaxi (沙溪镇)
- Poblado Shenwan (神湾镇)
- Poblado Tanzhou Town (坦洲镇)
- Poblado Xiaolan Town (小榄镇)

## Geografía
Zhongshan se encuentra a lo largo del lado oeste de la desembocadura del Río de las Perlas, justo enfrente de Shenzhen y Hong Kong. Se encuentra al sur de Guangzhou y Foshan y norte al de Zhuhai y Macao. La parte norte de la ciudad incluyendo la mayor parte de la zona urbana, se encuentra en las llanuras aluviales del delta del río Perla, mientras que la parte sur del territorio de la ciudad llega a una serie de colinas costeras.
El más notable de estos son la Wugui Hills (chino: 五 桂山, pinyin: Wǔguī Shan; Jyutping: Ng5gwai3 Saan1). Geografía actual de la ciudad es típico del sur de China: numerosas montañas escarpadas y colinas con llanuras aluviales en el medio hasta la costa. La cumbre principal es el Wugui Hills, el punto más alto de la ciudad, a 531 metros sobre el nivel del mar.

## Clima
Como casi todo el sur de China, el clima de Zhongshan es cálido y húmedo la mayor parte del año, con una temperatura promedio de 22 °C  y 175 centímetros de lluvia cada año. El sur de China sufre tifones y tormentas eléctricas bastante frecuentes, y la mayor parte de la lluvia cae entre abril y septiembre.
| Parámetros climáticos promedio de Zhongshan | Parámetros climáticos promedio de Zhongshan | Parámetros climáticos promedio de Zhongshan | Parámetros climáticos promedio de Zhongshan | Parámetros climáticos promedio de Zhongshan | Parámetros climáticos promedio de Zhongshan | Parámetros climáticos promedio de Zhongshan | Parámetros climáticos promedio de Zhongshan | Parámetros climáticos promedio de Zhongshan | Parámetros climáticos promedio de Zhongshan | Parámetros climáticos promedio de Zhongshan | Parámetros climáticos promedio de Zhongshan | Parámetros climáticos promedio de Zhongshan | Parámetros climáticos promedio de Zhongshan |
| Mes                                         | Ene.                                        | Feb.                                        | Mar.                                        | Abr.                                        | May.                                        | Jun.                                        | Jul.                                        | Ago.                                        | Sep.                                        | Oct.                                        | Nov.                                        | Dic.                                        | Anual                                       |
| ------------------------------------------- | ------------------------------------------- | ------------------------------------------- | ------------------------------------------- | ------------------------------------------- | ------------------------------------------- | ------------------------------------------- | ------------------------------------------- | ------------------------------------------- | ------------------------------------------- | ------------------------------------------- | ------------------------------------------- | ------------------------------------------- | ------------------------------------------- |
| Temp. máx. media (°C)                       | 17.7                                        | 17.7                                        | 20.7                                        | 24.5                                        | 28.1                                        | 30.3                                        | 31.5                                        | 31.2                                        | 30.0                                        | 27.4                                        | 23.4                                        | 19.6                                        | 25.2                                        |
| Temp. mín. media (°C)                       | 12.2                                        | 13.1                                        | 16.2                                        | 20.2                                        | 23.6                                        | 25.7                                        | 26.3                                        | 26.0                                        | 24.9                                        | 22.3                                        | 17.8                                        | 13.8                                        | 20.2                                        |
| Lluvias (mm)                                | 32.4                                        | 58.8                                        | 82.5                                        | 217.4                                       | 361.9                                       | 339.7                                       | 289.8                                       | 351.6                                       | 194.1                                       | 116.9                                       | 42.6                                        | 35.2                                        | 2122.9                                      |
| Días de lluvias (≥ 0.1 mm)                  | 6                                           | 10                                          | 12                                          | 12                                          | 15                                          | 17                                          | 16                                          | 16                                          | 13                                          | 7                                           | 5                                           | 4                                           | 133                                         |
| Horas de sol                                | 132.4                                       | 81.8                                        | 75.9                                        | 87.8                                        | 138.4                                       | 168.2                                       | 226.2                                       | 194.7                                       | 182.2                                       | 195.0                                       | 177.6                                       | 167.6                                       | 1827.8                                      |
| Humedad relativa (%)                        | 74.3                                        | 80.6                                        | 84.9                                        | 86.2                                        | 85.6                                        | 84.4                                        | 82.2                                        | 82.5                                        | 79.0                                        | 73.4                                        | 69.3                                        | 68.8                                        | 79.3                                        |
| Fuente: SMG                                 |                                             |                                             |                                             |                                             |                                             |                                             |                                             |                                             |                                             |                                             |                                             |                                             |                                             |

## Ciudades hermanas
La ciudad firmó en 2007, un convenio de colaboración con el ayuntamiento de Culiacán Rosales, Sinaloa, México, en materia de turismo, cultura, economía e intercambio científico. Zhongshan ha establecido hermanamiento de ciudades, entre las que destacan:
| País                      | Ciudad           | Región             | Año  |
| ------------------------- | ---------------- | ------------------ | ---- |
| Bandera de Japón          | Moriguchi        | Osaka              | 1988 |
| Bandera de Estados Unidos | Honolulu         | Hawaii             | 1997 |
| Bandera de México         | Culiacán Rosales | Sinaloa            | 2007 |
| Bandera de Canadá         | Burnaby          | Columbia Británica | 2011 |
| Bandera de Malasia        | George Town      | Penang             | 2012 |